# Hipostil
Hipostil je ime za dvorano stebrov v staroegipčanskem templju, perzijski arhitekturi in drugih do sodobne uporabe v arhitekturi.

## Pomen izraza
Beseda hipostil izvira iz starogrške besede ὑπόστυλος, 'hypóstȳlos', kar pomeni "pod stebri" ( ὑπό, 'hipo', pomeni spodaj ali pod njim in στῦλος, 'stilos', pomeni steber).  V Grčiji je hipostil le velika dvorana s streho, ki je podprta zaradi premostitve s stebri ali slopi.
V Egiptu se je hipostilna dvorana uporabljala kot arhitektura v novem kraljestvu v sakralni, občasno tudi posvetni arhitekturi.

## Gradnja in uporaba
Hipostilna dvorana je prečna na vzdolžno os templja in je sestavljena iz srednje ladje in dveh nižjih stranskih. Strop dvorane je raven. Prehod med ladjami je na obeh straneh obdan z eno vrsto stebrov, srednji so višji in imajo večji premer kot v stranskih ladjah. V zgornjem delu stene srednje ladje so velika okna, ki so pogosto edini vir svetlobe v hipostilni dvorani. Streha je lahko izdelana iz premostitev s prekladami iz kamna, lesa ali drugega togega materiala, tudi litega železa, jekla ali armiranega betona. To je lahko tudi strop.
Ta arhitekturna oblika je bila zelo pomembna v celi v antičnih grških templjih in številnih azijskih stavbah, zlasti lesenih konstrukcijah.
S kombinacijo stebrov in obokov je hipostilna dvorana postala eden glavnih tipov gradnje mošeje.  V številnih mošejah, zlasti v zgodnjih, ima dvorana za molitev obliko hipostila. Taka je Velika mošeja v Kairouanu (tudi Ukbetova mošeja) v Tuniziji. 
Hipostil se pogosto uporablja tudi v sodobni arhitekturi.

## Simbolika
Pri prikazu mikrokozmosa stvarstva v egiptovskem templju hipostil simbolizira močvirje trsja. Z uporabo kapitelov v obliki papirusa dobi gledalec vtis, da je  v gozdu. V Amonovem templju v Karnaku je ta simbolika dodatno okrepljena s 137 stebri na bazah, ki spominjajo na korenine papirusa. Veliki stebri vzdolž osrednje osi so visoki 23 m in se končajo kot široko odprt kapitel v obliki papirusa, preostali stebri pa kot zaprt papirus. V templju Knum v Esni je močvirska simbolika poudarjena z žuželkami v kapitelih stebrov. Arhitravi na stebrih in strop predstavljajo nebo.